# Viola yazawana
Viola yazawana är en violväxtart som beskrevs av Tomitaro Makino. Viola yazawana ingår i släktet violer, och familjen violväxter. Inga underarter finns listade i Catalogue of Life.